# Meganola gigantula
Meganola gigantula is een nachtvlinder uit de familie van de visstaartjes (Nolidae). 
De wetenschappelijke naam van de soort is voor het eerst geldig gepubliceerd door Staudinger in 1879.
De soort komt voor in Europa.